# Вымлы
Вы́млы — русская деревня в Сонковском районе Тверской области. Входит в состав Петровского сельского поселения. До 2006 — в составе Лавровского сельского округа.
Расположена в 25 километрах к северо-востоку от районного центра Сонково, недалеко от границы с Ярославской областью.
В 1996 году — 7 хозяйств, 10 жителей. В 2010 — постоянных жителей нет.

## История
В XIX — начале XX века деревня Вымлы относилась к Лавровскому приходу Лавровской волости Кашинского уезда Тверской губернии. В Списке населенных мест 1859 года значится владельческая деревня Вымля, 30 дворов, 233 жителя.
В 1930-40-е годы деревня была центром Вымловского сельсовета. В 1970-80-е годы жители трудились в колхозе «Советская Россия». В 2000-е деревня опустела.

## Известные люди
В деревне родился Василий Александрович Смирнов (1922—1996), ленинградский судосборщик, дважды Герой Социалистического Труда.